# Кодекс Риос
Кодекс Риос — перевод на итальянский язык комментированного кодекса, составленного в третьей четверти XVI в. испанским священнослужителем доминиканцем Педро де лос Риосом (Pedro de los Ríos). Впервые переведен с итальянского языка к.и.н. С. А. Куприенко в 2013—2014 гг.

## Состав
«Кодекс Риос» состоит из 101 страницы на европейской бумаге, сложенной в виде гармошки. Он хранится в Ватиканской апостольской библиотеке, и известен также как Ватиканский Кодекс A или Ватиканский Кодекс 3738 (el Códice Vaticano A, el Codex Vaticanus A, el Codex Vaticanus 3738).

## История создания
Из документов Доминиканского ордена известно, что в 1541 г. Педро де лос Риос находился в Мехико, в 1547—1548 — в Оахаке, в 1550—1552 гг. — в Пуэбле, в 1553 г. — в Мехико, с 1555 — опять в Пуэбле, и умер до 1565 г.
Комментированные кодексы представляют собой своеобразный феномен раннеколониальных времен, когда на основе доиспанских памятников, записанных пиктографическим письмом науатль, создавались двуязычные документы, содержавшие рисуночную часть (как правило, выполненную индейским автором) и её объяснение по-испански.
Прототип, на основании которого был создан «Кодекс Риос», известен — это составленный между 1549 и 1555 годами другой комментированный кодекс, хранящийся сейчас в Париже и обозначаемый как «Кодекс Теллериано-Ременсис». Незаконченная по каким-то причинам рукопись около 1562 г. оказалась в руках Педро де лос Риоса, оставившего в ней обильные и весьма небрежные записи. Очевидно, он рассматривал манускрипт как подготовительный материал, на основании которого должен был быть подготовлен новый, расширенный по содержанию, документ. Собственно оригинал труда П. де лос Риоса, комментарии в котором были написаны скорее всего по-испански, не сохранился. При неизвестных обстоятельствах он оказался в Италии, где с него был сделан итальянский перевод. Выполненная на листах большого формата (46,5 на 29,5 см), каллиграфическим почерком, без помарок и исправлений, новая рукопись, по всей видимости, предназначалась для высокого церковного начальства в Риме. Водяные знаки на бумаге указывают, что работа над ней была начата после 1570 г. С другой стороны, по некоторым сведениям документ уже находился в Ватиканской библиотеке, когда её префектом был кардинал Маркантонио Амулио, умерший в марте 1572 г. В таком случае, выполнен он был в 1570—1571 гг. Автором перевода несомненно не был брат Риос: во-первых, он упоминается в итальянском тексте в третьем лице и в прошедшем времени; во-вторых, автор перевода очевидно совсем не понимал языка науатль, что невозможно для Педро де лос Риоса. Правда, итальянский тоже, кажется, не был родным для автора весьма своеобразного по стилистическим особенностям, пестрящего испанизмами текста (написание слова «rodella» позволяет заподозрить в переводчике человека, родным для которого был окситанский). В любом случае, к началу 1590-х гг. «Кодекс Риос» находился в Апостолической библиотеке: фламандский археолог, рисовальщик и медальер Филипп ван Винге [Philips de Winghe], умерший в 1592 г., сообщает, что видел «большую книгу, составленную о. Пьетро де лос Риосом», а в составленном в 1596—1600 годах каталоге Апостолической библиотеки Райнальди (Antichi cataloghi della Biblioteca Vaticana, Codice Vaticano 6946, fol. 168) он значится под своим нынешним номером 3738 под титулом «Культы, идолопоклонничество и нравы индейцев. „Омейока, что означает …“» (Indorum cultus, idolatria et mores. «Homeyoca, questo volendo dire»).

## Содержание кодекса
Текст кодекса можно разделить на семь разделов:
1. . Космологические и мифологические тексты и рисунки о четырёх эпохах.
2. . Календарь или тоналаматль для Тональпоуалли, священного года из 260 дней, существовавшего в месоамериканских календарях.
3. . Календарная Таблица для 1558—1619 гг., без рисунков.
4. . Праздничный календарь из 18 месяцев, с рисунками богов каждого периода.
5. . Традиционные ритуалы, с рисунками индейцев.
6. . Иллюстрированные хроники с 1195 по 1549 год, начиная с миграции из Чикомостока и оканчивая последними событиями в долине Мехико.
7. . Глифы 1556—1562 годов, без рисунков и текста.

Материалы разделов 2, 4 и 6 заимствованы из «Кодекса Теллериано-Ременсис». Раздел  5 был, по всей видимости, добавлен самим П. де лос Риосом. Что касается раздела 1, то, поскольку начало «Кодекса Теллериано-Ременсис» утрачено, сделать вывод о происхождении этих материалов не представляется возможным.

## Публикации кодекса
Первое частичное воспроизведение «Кодекса Риос» было осуществлено в 1810 г. А. фон Гумбольдтом в его знаменитой в своё время книге «Вид Кордильер и памятников народов Америки» . Полные издания «Кодекса Риос» были предприняты в 1831 г. в VI томе «Мексиканских древностей» лорда Кингсборо и в 1900 г. Ж. Флоримоном, герцогом де Лубат.

### Издание 2013 года (Кодекс Теллериано-Ременсис)
- Пресвитер Хуан; Антонио Перес; фрай Педро де лос Риос (глоссы). Мексиканская рукопись 385 «Кодекс Теллериано-Ременсис» (с дополнениями из Кодекса Риос) / Ред. и пер. С. А. Куприенко, В. Н. Талах. — Киев: Видавець Купрієнко С.А., 2013. — 317 с. — ISBN 978-617-7085-06-4.

### Издание 2014 года (Кодекс Риос)
- Сказания о Солнцах. Мифы и исторические легенды науа / Ред. и пер. С. А. Куприенко, В. Н. Талах.. — Киев: Видавець Купрієнко С.А., 2014. — 377 с. — ISBN 978-617-7085-11-8.